# Langebro
Die Langebro (deutsch Lange Brücke) ist eine sechsspurige Straßenbrücke im Zentrum Kopenhagens, die über den Inderhavn (Innenhafen) führt und Seeland mit Amager verbindet. Neben der Knippelsbro stellt sie mit über 62.000 Fahrzeugen pro Tag (Stand: 1998) eine Hauptverkehrsverbindung zwischen den beiden dänischen Inseln dar. Die 252 Meter lange und 32 Meter breite Brücke besteht aus zwei Klappsegmenten, die bei Bedarf für die Schifffahrt geöffnet werden können. Sie wird jedoch selten – und wenn, dann nur abends – geöffnet, um Rücksicht auf den Berufsverkehr zu nehmen. Zudem haben sich die Hafenaktivitäten im Südhafen (Sydhavn) in andere Gegenden verlagert.

## Geschichte

### Vorläufer
Erster Vorläufer war die Kallebobro, eine drei Meter breite Holzbrücke, die auf Veranlassung des dänischen Königs Christian V. zwischen 1686 und 1690 gebaut wurde. Bei der aus militärstrategischen Gründen errichteten Brücke, die zwei Bastionen beiderseits des Hafens verband, setzte sich im Laufe der Zeit der Name Langebro (Lange Brücke) durch, da sie länger als die nördlicher gelegene Knippelsbro war.

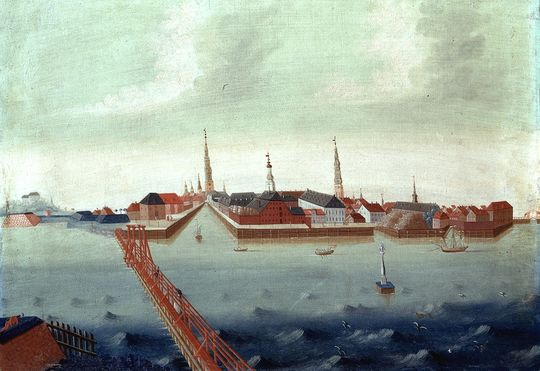
Illustration der Langebro im Jahr 1748 mit dem Königlichen Brauhaus (Kongens Bryghus) im Hintergrund
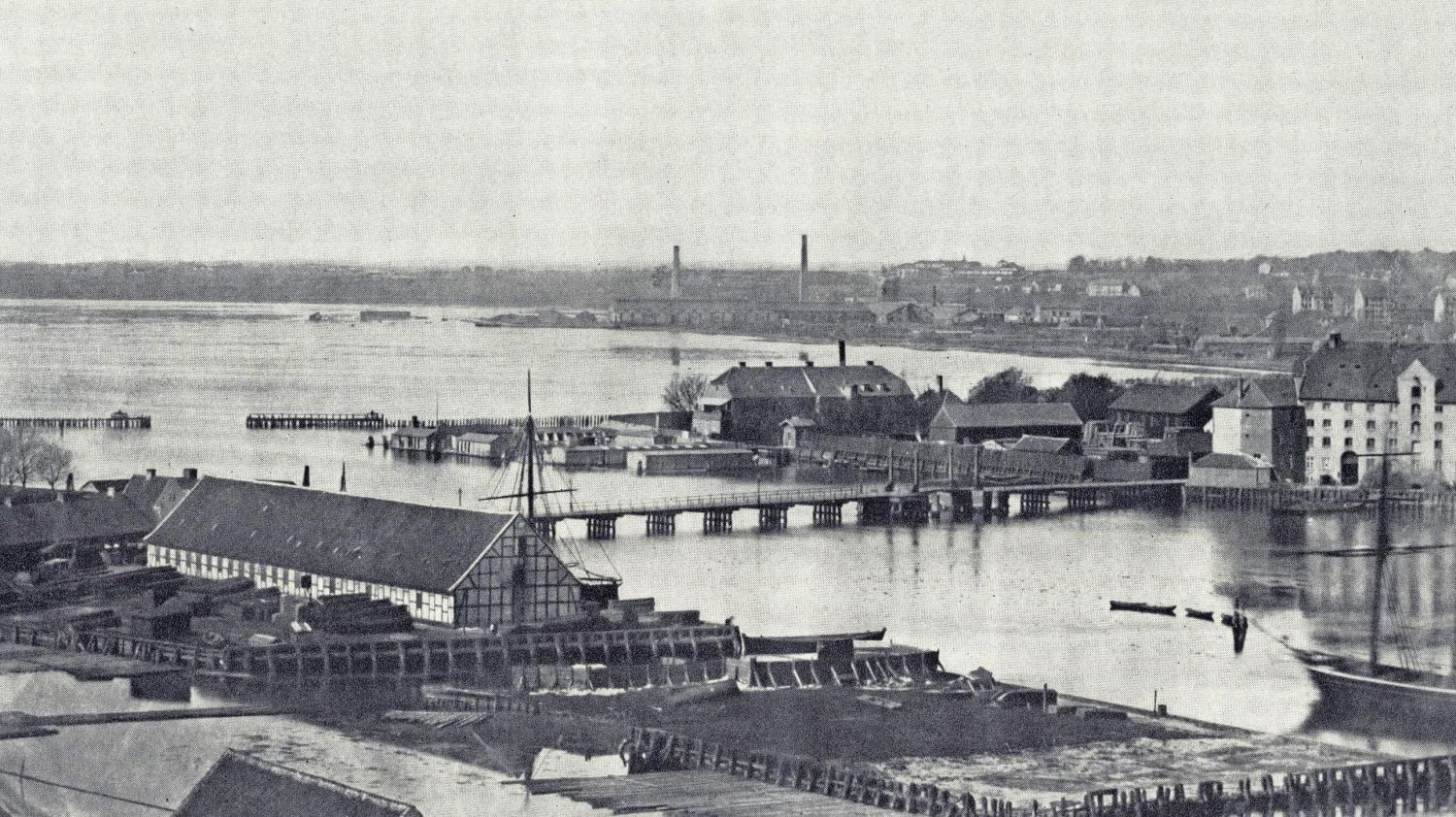
Die Langebro mit Hubbrücke um 1860
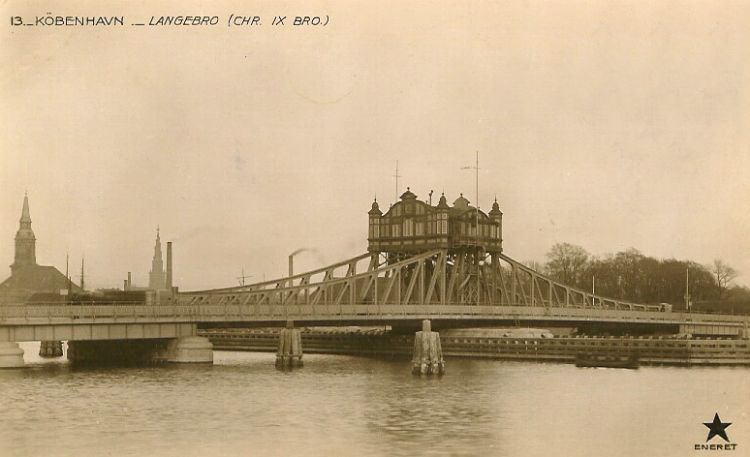
Die Langebro mit Drehbrücke ca. 1910
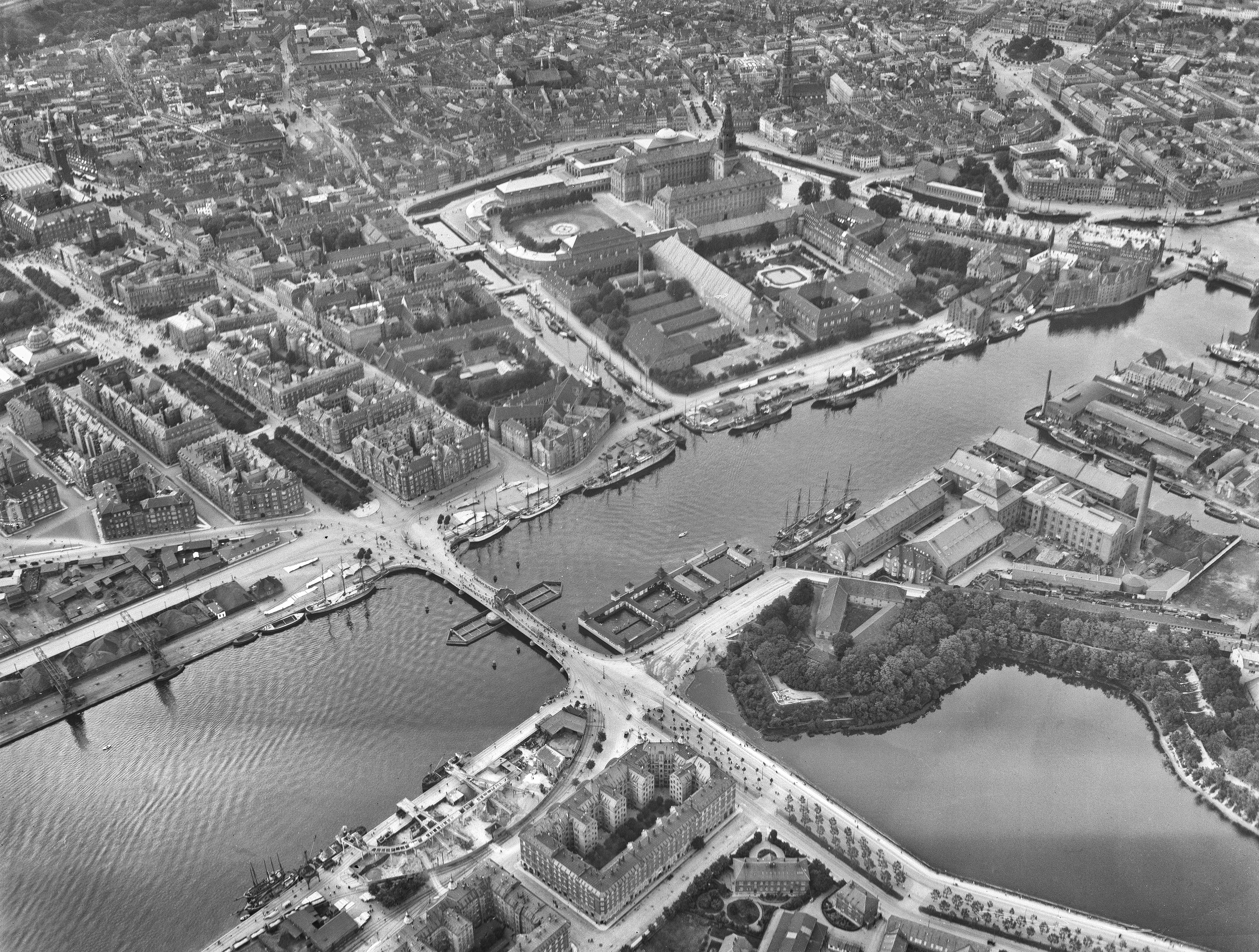
Luftbild von Kopenhagen mit der Langebro, zw. 1893–1924

1851 wurde eine neue, breitere Holzbrücke errichtet, die 1875 mit zwei eisernen Klappsegmenten modernisiert und 1903 abermals durch eine neue Eisenbrücke ersetzt wurde. Die 120 Meter lange, 13 Meter breite Drehbrücke trug zwar den Namen Christian d. IX's bro, wurde jedoch im Volksmund ebenfalls Langebro genannt. Steigendes Verkehrsaufkommen in den 1920er Jahren führten zum Bau eines Nachfolgers, einer kombinierten Straßen- und Eisenbahnbrücke, die nach einem Jahr Bauzeit 1930 fertiggestellt wurde. Während der deutschen Besatzungszeit verübte die Sabotagegruppe BOPA (Borgerlige Partisaner) hier Ende März 1945 einen Sprengstoffanschlag, um sechzehn dänische Handelsschiffe an der Ausfuhr ins Deutsche Reich zu hindern. Bei dem Anschlag, bei dem mehrere Deutsche sowie einige dänische Maschinisten ums Leben kamen, wurde das Maschinenhaus zerstört, so dass die Brücke erst wieder nach Kriegsende am 1. Oktober 1945 in Betrieb genommen werden konnte.

### Heutige Brücke
Die heutige Langebro wurde nach fünfjähriger Bauzeit am 27. Juni 1954 feierlich eröffnet, indem die Klappen geschlossen und 50.000 Passanten die Brücke überquerten. Die Arbeiten wurden von dem dänischen Bauunternehmen Christiani & Nielsen durchgeführt, eine Firma, die 1937 am Bau der Munkholmbro scheiterte. An den Baukosten beteiligten sich zu zwei Drittel die Københavns Kommune und zu einem Drittel die Hafenverwaltung (Københavns Havn).

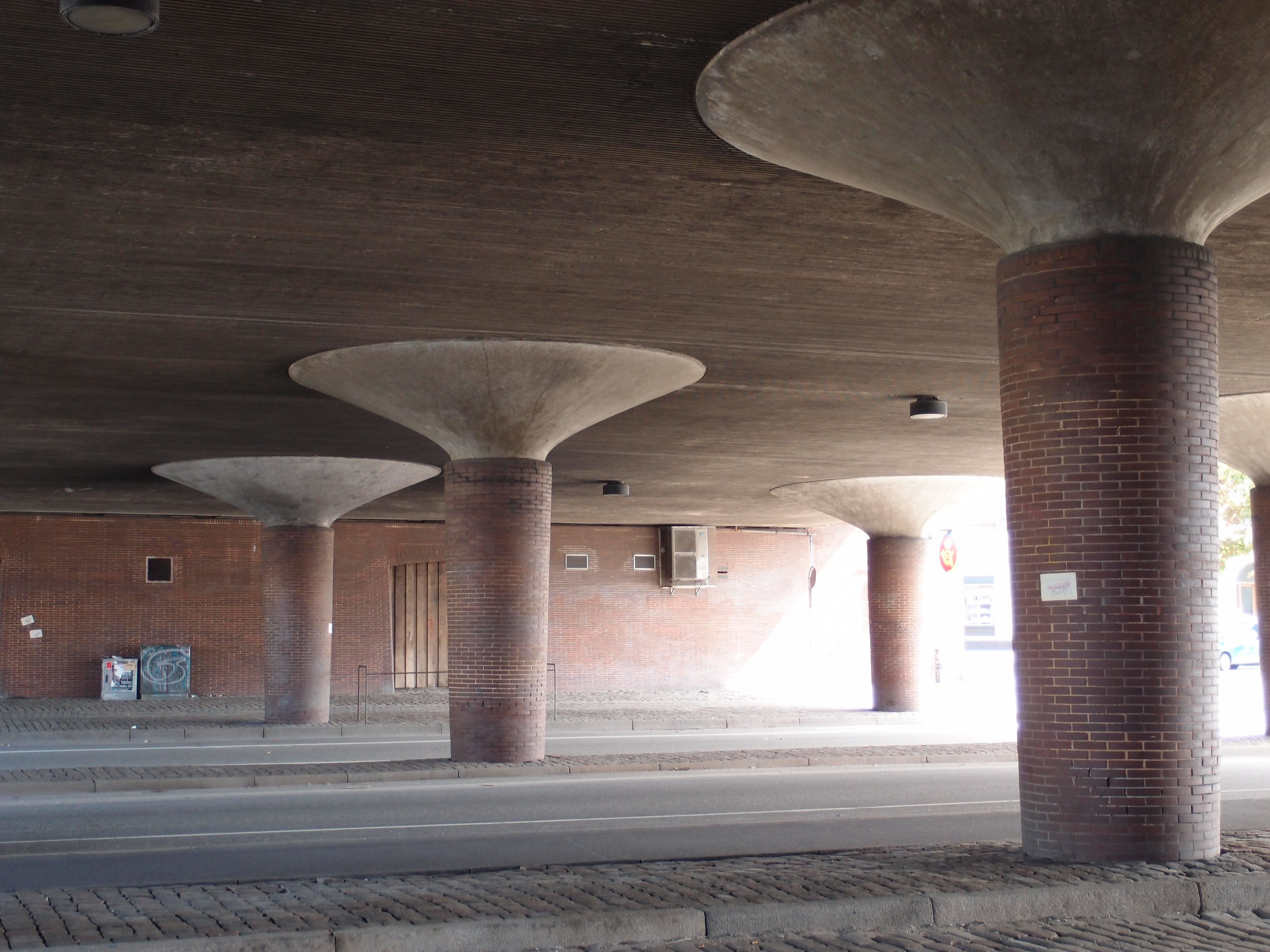
Brückenpfeiler unter der Langebro, 2011
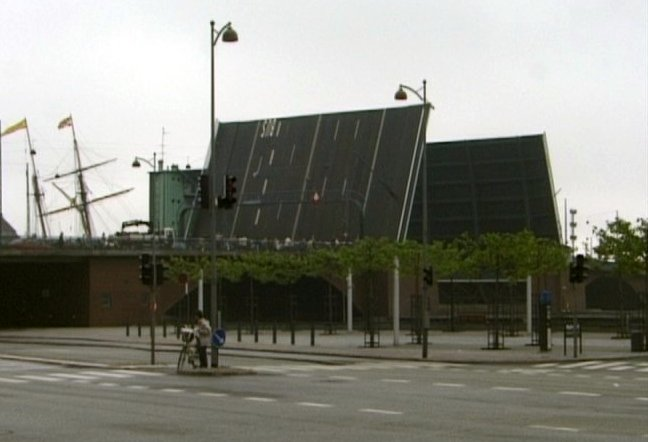
Langebro im geöffneten Zustand, 2005
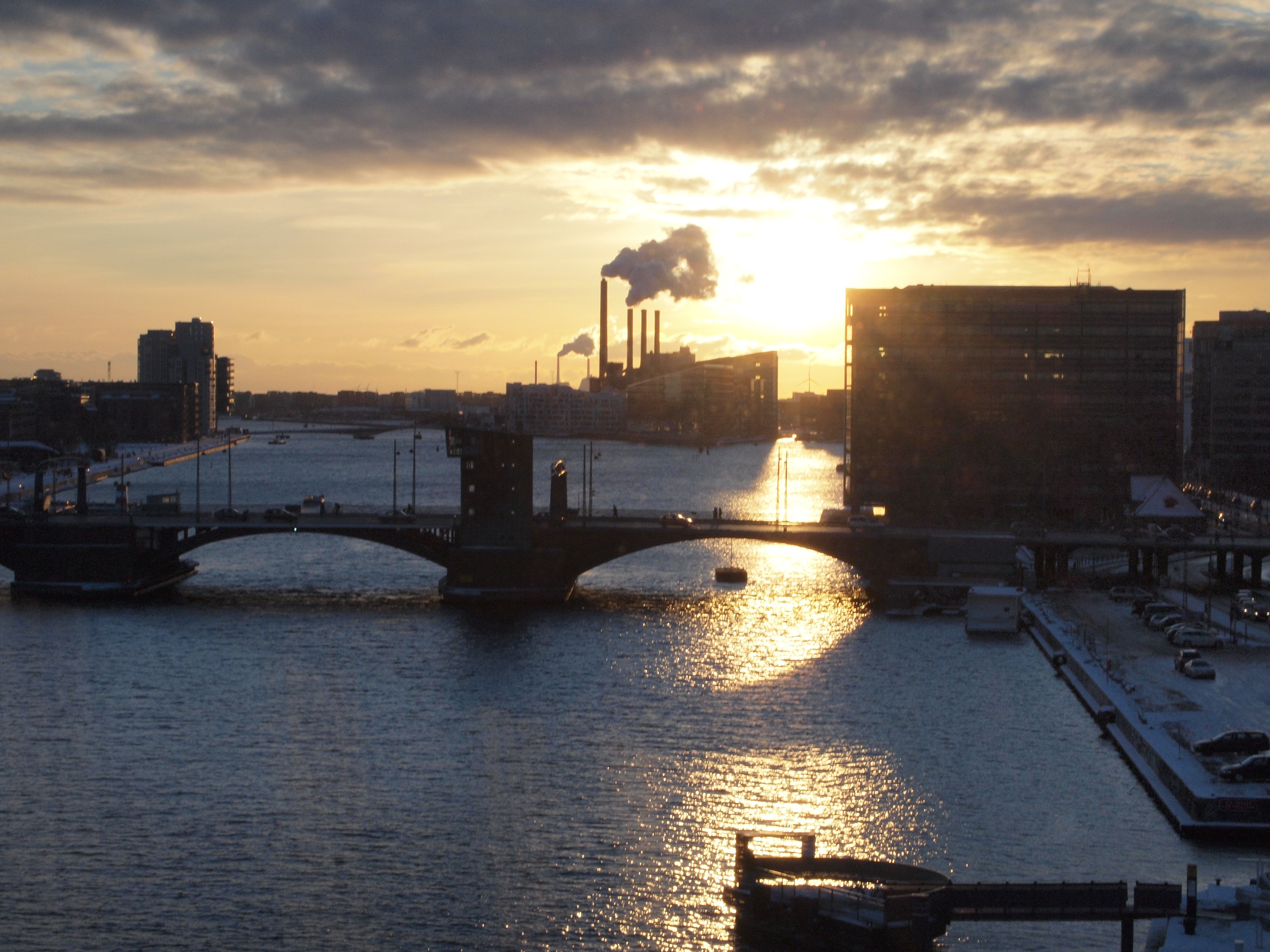
Langebro im Abendlicht, 2010
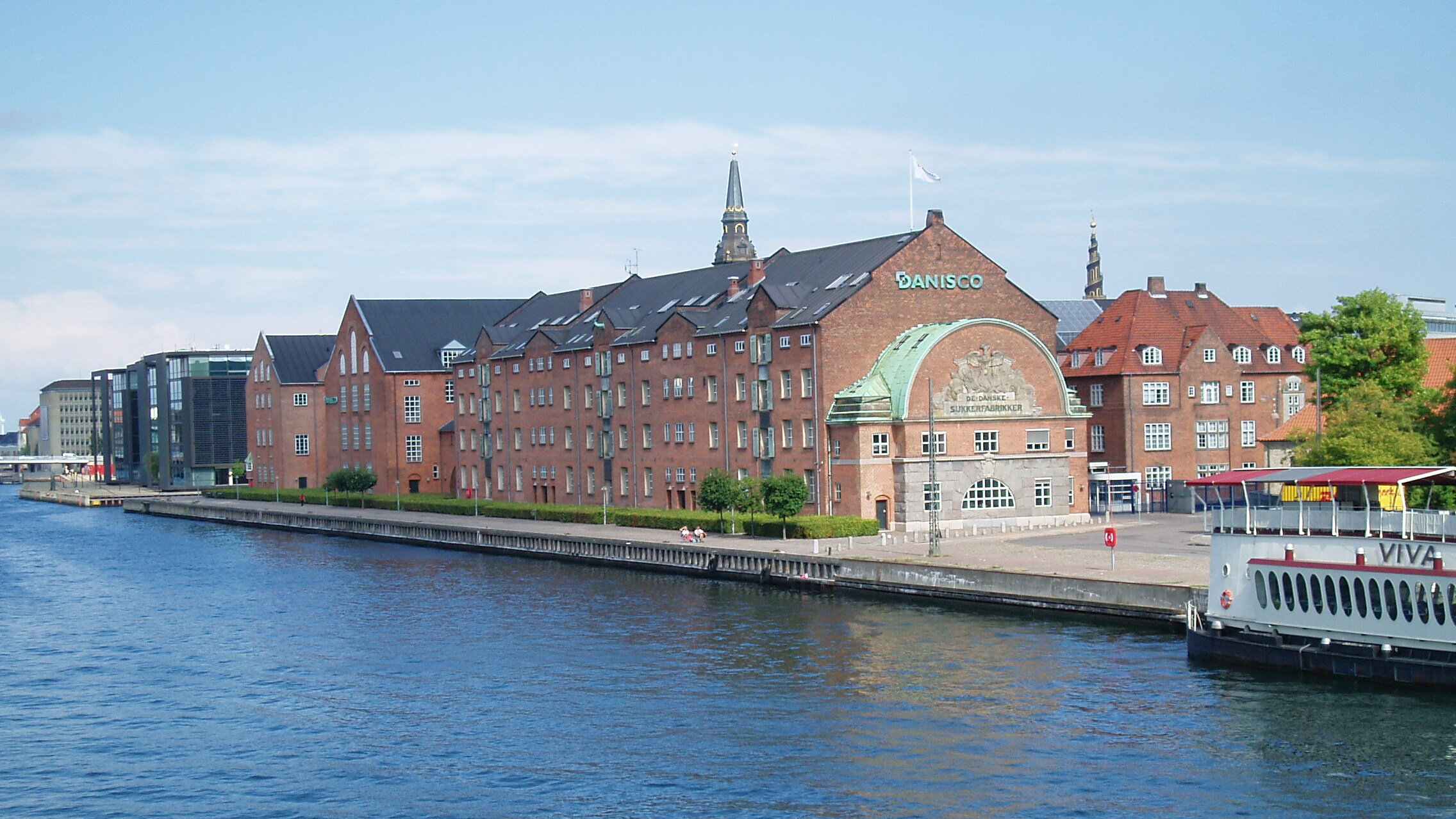
Blick von der Langebro Richtung Nordwest auf den Hauptsitz von Danisco, 2006
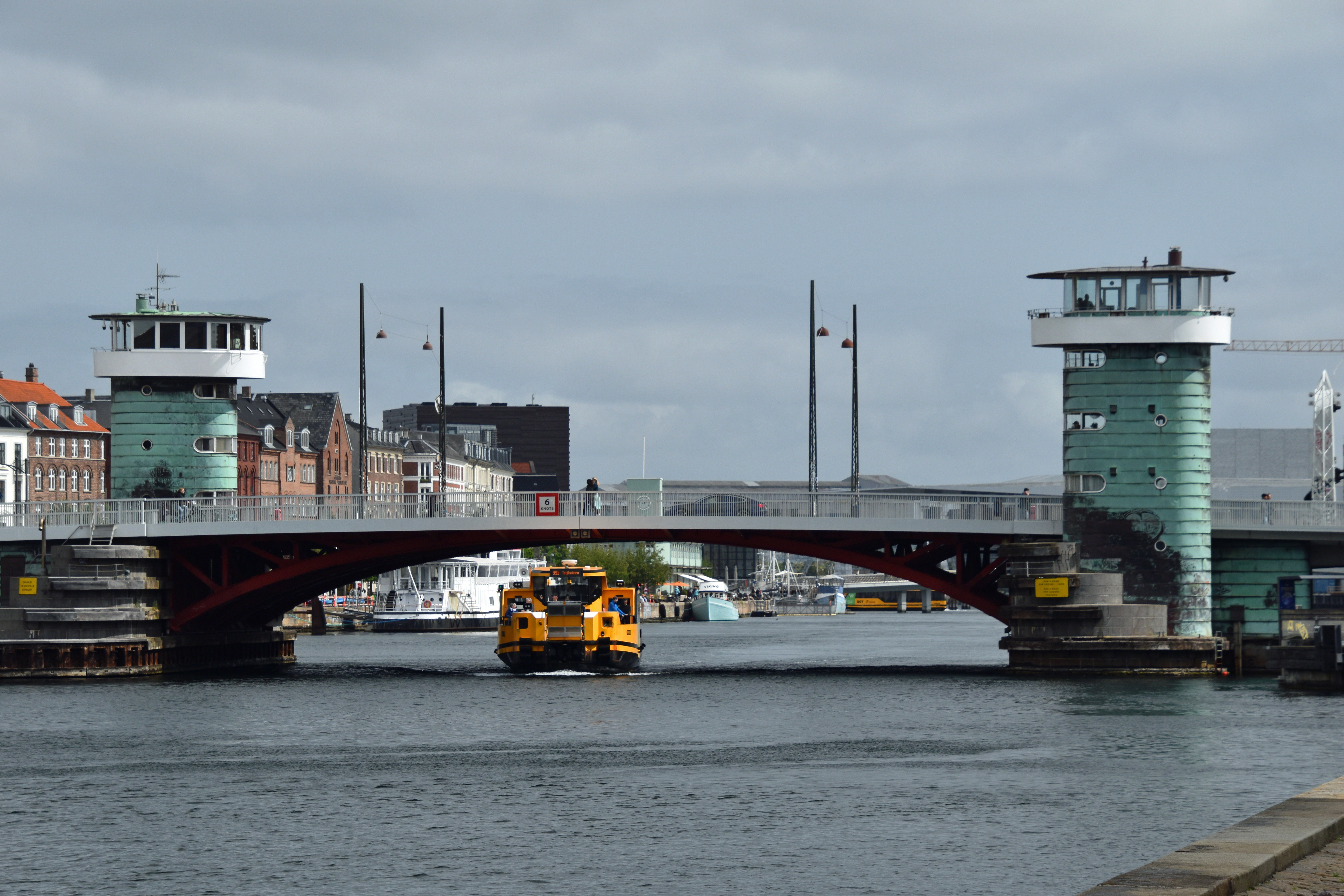
Die Langebro 2023